# Mystic (fiume)
Il Mystic, in inglese Mystic River, è un piccolo fiume situato nel Commonwealth del Massachusetts, negli Stati Uniti. Il suo nome deriva dalla parola wampanoag "muhs-uhtuq", che si traduce in "grande fiume". È situato a nord e il suo corso è approssimativamente parallelo a quello del fiume Charles.

## Geografia
Questo fiume è stato a lungo utilizzato per l'industria con conseguenti problemi di inquinamento acquifero. Con un bacino idrografico di circa 197 km² il fiume scorre dal lago Mystic inferiore attraversò le comunità di Boston: Arlington, Medford, Somerville, Everett, Charlestown, Chelsea ed East Boston. Il fiume, unendosi al Charles, forma il Boston Harbor, dove è sito il porto della città. Il suo bacino comprende quarantaquattro laghi e stagni, il più grande dei quali è lo Spot Pond, situato nella riserva delle Middlesex Fells, con una superficie di 1,2 km².

## Storia

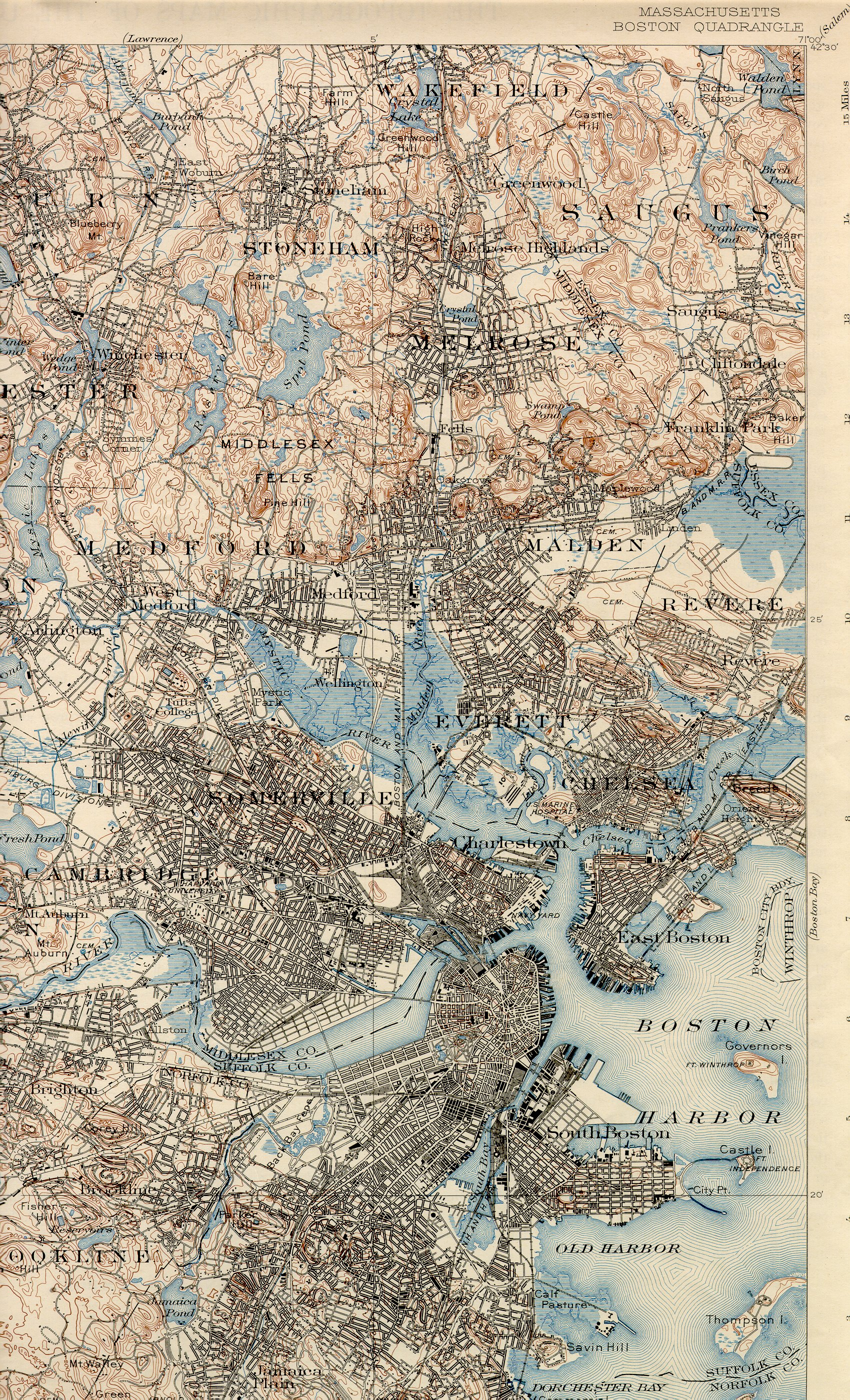
Una mappa del Mystic del 1903

I nativi e i coloni utilizzavano il fiume, sbarrandolo con apposite chiuse, per la pesca e per irrigare i campi. Nel 1631, prima dell'arrivo degli inglesi, venne varata nel Mystic la prima nave europea costruita in Massachusetts, la Blessing of the Bay. Qualche anno dopo, nel 1637, venne costruito anche il primo ponte; per più di cent'anni le comunità vicine litigarono sul costo.
Circa cent'anni più tardi il fiume giocò un ruolo importante nella guerra d'indipendenza americana quando, il 1º settembre 1774, una squadra di 260 soldati inglesi mossero da Boston, risalendo il fiume, verso un approdo a Winter Hill. Da qui marciarono per circa 1,6 chilometri verso la Powder House, dove catturarono e, dopo il tramonto, rimossero il più grande deposito di polvere da sparo del Massachusetts. Nel 1775 i britannici attaccarono dalla spiaggia del fiume durante la battaglia di Bunker Hill.
Nel 1805 il Canale del Middlesex unì il Mystic al Merrimack, nella città di Lowell; durante il XIX secolo dieci cantieri navali lungo il corso del fiume costruirono più di cinquecento velieri veloci. La costruzione di navi toccò il suo apice negli anni 40 dell'800 con golette e sloop per trasportare legname e melassa per le distillerie di rum situate tra Medford e le Indie occidentali.
A cominciare dal 1865 l'eccessivo sfruttamento delle risorse ittiche e l'inquinamento industriale hanno fatto scomparire la pesca per fini commerciali. Un popolare romanzo di John Townsend Trowbridge del 1882, The Tinkham Brother's Tide-Mill, racconta il fiume in un periodo quando le acque salate raggiungevano i due laghi Mystic (Superiore ed Inferiore).
Le estese paludi salate affiancarono le rive del Mystic fino al 1909, quando la prima diga sul fiume venne costruita (era chiamata Craddock Locks), convertendole così da paludi con acqua salata a paludi con acqua dolce permettendo lo sviluppo. La diga odierna, dedicata ad Amelia Earhart, fu costruita nel 1966. Ha tre chiuse per permettere il passaggio di imbarcazioni ed è equipaggiata per pompare l'acqua esternamente dal Boston Harbor durante l'alta marea. Gli operatori della diga aprono a volte le chiuse per permettere il passaggio dei pesci. La diga è chiusa al pubblico.
Vi è un secondo ponte che attraversa il fiume unendo Charlestown a Chelsea: il Maurice J. Tobin Bridge.

## Ecosistemi
Un tempo, prima dello sviluppo industriale del XX secolo il fiume fu habitat di numerose specie ittiche, tra cui salmoni, carpe e molte altre. Anche se la maggior parte di queste specie popolano ancora le acque del fiume l'inquinamento e la diga in costruzione hanno danneggiato gravemente gli ecosistemi. Le fonti principali di inquinamento sono rappresentate da un piccolo cantiere navale, da alcuni mulini e soprattutto dagli scarichi fognari delle città adiacenti di cui, in molti casi, si sono persi i progetti di modifiche e deviazioni costruite nel corso degli anni. Una volta il fiume veniva descritto così ricco di pesci da poterlo attraversare a piedi ma oggi la popolazione ittica è molto inferiore. L'inquinamento e la diga hanno causato un aumento della concentrazione batterica e della torbidità delle acque che, oltre a limitare la riproduzione delle specie del fiume, scoraggia pure le migrazioni dei pesci migratori.

## Cultura
- Nel 1844 la scrittrice Lydia Maria Child descrisse il suo viaggio attraverso il fiume nella sua poesia Over the River and through the Woods (it. Sul fiume e attraverso i boschi).
- Il fiume ha dato il nome al noto romanzo La morte non dimentica, di Dennis Lehane e, nel 2004, al film Mystic River di Clint Eastwood.
- Nel poema The Midnight Ride of Paul Revere, scritto da Henry Wadsworth Longfellow, Paul Revere sta cavalcando lungo le sponde del fiume Mystic.